# Noordelijk kampioenschap hockey heren 1946/47
Het Noordelijk kampioenschap hockey heren 1946/47 had de 16e editie van deze Nederlandse hockeycompetitie moeten worden. In verband met langdurige stagnatie door de strenge winter zag de KNHB zich gedwongen medio maart in heel Nederland de competities te staken. Het lag in de bedoeling het volgende seizoen de competitie weer te hervatten, zodat het hockeyseizoen zich over twee seizoenen zou uitstrekken. 

## Competitie
Het kwam dit seizoen, het eerste waarin het noordelijke hockey kampioenschap zich eerste klasse mocht noemen, niet tot een eindstand. 8 december 1946 was de laatste competitiedag waarop in de noordelijke eerste klasse nog gespeeld kon worden.  Groningen stond na 9 wedstrijden reeds een straatlengte voor maar kon door het staken van de competities haar goede kans op het kampioenschap niet verzilveren. Besloten werd in eerste instantie om de competitie in 1947/48 voort te zetten op basis van de uitslagen in dit seizoen. Onder de eerste klasse waren nog een 2e klasse en een 3e klasse A en B ingericht. Ook deze klassen werden niet uitgespeeld en leverden dan ook geen kampioen op.

## Promotie en degradatie
In verband met de weersomstandigheden was er dit seizoen geen sprake van promotie en degradatie op sportieve gronden. Wel werd door het bestuur van de hockeybond het Veendammer Daring voor het volgende jaar naar de eerste klasse gepromoveerd. Dit omdat reeds duidelijk was dat Daring te sterk was voor de rest van de tweede klassers. 

## Stand Eerste Klasse (afgebroken)
| pos | club                | gs | w | g | v | pnt | dv | dt | ds  |
| --- | ------------------- | -- | - | - | - | --- | -- | -- | --- |
| 1.  | Groningen           | 9  | 7 | 2 | 0 | 16  | 29 | 13 | +16 |
| 2.  | HVA                 | 9  | 4 | 2 | 3 | 10  | 12 | 8  | +4  |
| 3.  | MHV                 | 9  | 5 | 0 | 4 | 10  | 25 | 21 | +4  |
| 4.  | Groninger Studenten | 7  | 3 | 3 | 1 | 9   | 18 | 13 | +5  |
| 5.  | GHBS                | 7  | 3 | 2 | 2 | 8   | 15 | 11 | +4  |
| 6.  | Rap.                | 7  | 3 | 2 | 2 | 8   | 15 | 14 | +1  |
| 7.  | LHC                 | 7  | 2 | 1 | 4 | 5   | 11 | 16 | -5  |
| 8.  | Dash                | 8  | 1 | 1 | 6 | 3   | 9  | 25 | -16 |
| 9.  | HCW                 | 7  | 0 | 1 | 6 | 1   | 6  | 19 | -13 |

1928/29 · 1929/30 · 1930/31 · 1931/32 · 1932/33 · 1933/34 · 1934/35 · 1935/36 · 1936/37 · 1937/38 · 1938/39 · 1939/40 · 1940/41 · 1941/42 · 1942/43 · 1943/44 · 1944/45 · 1945/46 · 1946/47 · 1947/48 · 1948/49 · 1949/50 · 1950/51 · 1951/52 · 1952/53 · 1953/54 · 1954/55 · 1955/56 · 1956/57 · 1957/58 · 1958/59 · 1959/60 · 1960/61 · 1961/62 · 1962/63 · 1963/64 · 1964/65 · 1965/66 · 1966/67 · 1967/68 · 1968/69 · 1969/70 · 1970/71 · 1971/72 · 1972/73